# EX-306
La carretera EX-306 es de titularidad de la Junta de Extremadura. Su categoría es local. Su denominación oficial es   EX-306 , Enlace de   EX-103  con   EX-200  en Llerena.